# Stora Rottjärnen
Stora Rottjärnen är en sjö i Mora kommun i Dalarna och ingår i Dalälvens huvudavrinningsområde.